# Winghe
Pour le village, voir Winghe-Saint-Georges.

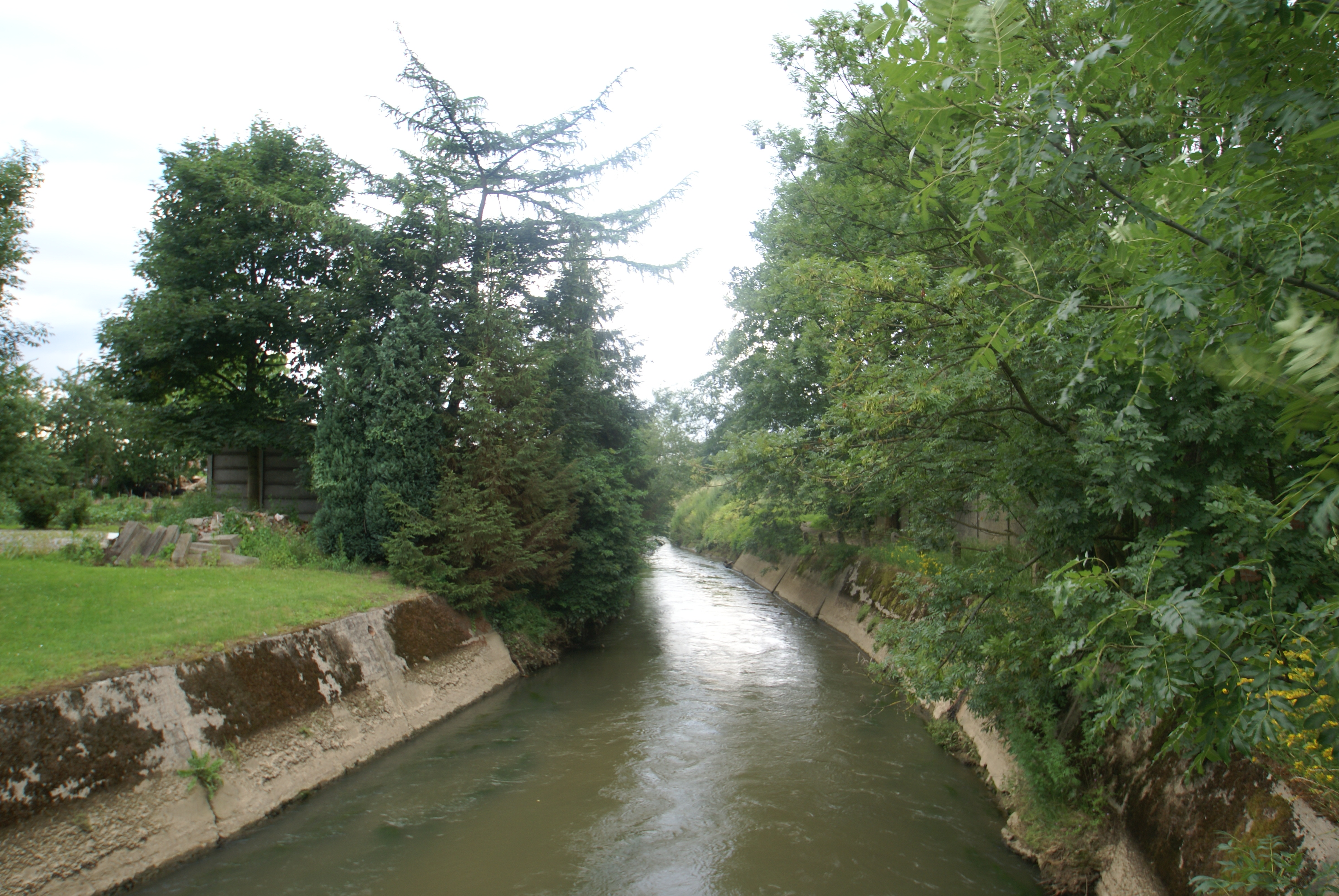
La Winghe à Rotselaer

Le Winghe (en néerlandais : Winge) est un ruisseau et un affluent du Démer. Il prend sa source au sud de Kiezegem dans la commune de Tielt-Winge. Elle donne son nom à la section de Winghe-Saint-Georges puis s'écoule vers Holsbeek et Rotselaer jusqu'à Werchter, où il se jette dans le Démer. 
À l'endroit où la Winghe et le petit Leibeek fusionnent, se trouvent l'Uitemmolen. 